# Theo Koll

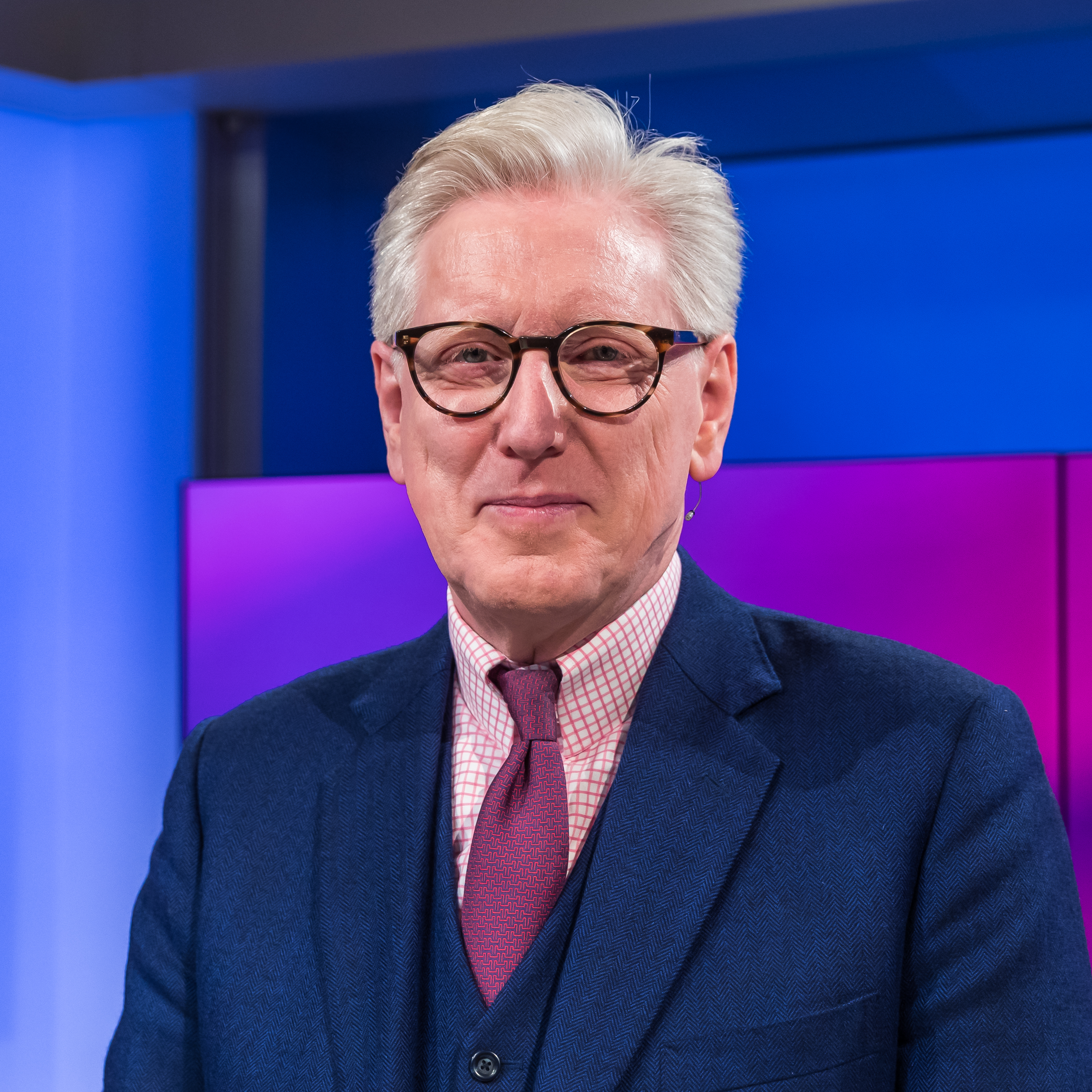
Theo Koll (2024)

Theo Koll (* 19. März 1958 in Bensberg) ist ein deutscher Journalist und Fernsehmoderator.

## Werdegang
Theo Koll besuchte das Otto-Hahn-Gymnasium in Bergisch Gladbach, wo er das Abitur ablegte. Von 1977 bis 1985 studierte Theo Koll die Fächer Politische Wissenschaften, Neuere Geschichte, Soziologie und Staatsrecht an der Universität Bonn, außerdem in London, Paris und Hamburg mit Abschluss Magister Artium. Zu dieser Zeit, von 1977 bis 1984, arbeitete er als freier Mitarbeiter beim journalist, Deutschlandfunk und Bayerischen Rundfunk. Ab 1985 arbeitete er für den Norddeutschen Rundfunk als Korrespondent der Tagesschau und der Tagesthemen, vor allem in Hamburg, auch in Washington, D.C. und Tokio. 1990 wechselte Koll als Redakteur ins ZDF-Studio von Bonn. Zwischen 1993 und 2001 übernahm er die Leitung des Londoner Studios.
Von April 2001 bis Januar 2009 war Koll Moderator und stellvertretender Redaktionsleiter des Politmagazins Frontal21 im ZDF. Für die nach Meinung der Jury „großartige redaktionelle Gesamtleistung“ des Magazins wurde Koll 2005 mit dem Bayerischen Fernsehpreis ausgezeichnet. 2006 erhielt er zusammen mit Frontal21-Redaktionsleiter Claus Richter den Hanns-Joachim-Friedrichs-Preis. Von Oktober 2006 bis April 2010 moderierte Koll im Wechsel mit Esther Schweins das Theatermagazin Foyer auf 3sat.
Von Januar 2009 bis Mai 2014 übernahm Koll die Moderation des ZDF-auslandsjournal. Als Nachfolger von Dietmar Ossenberg wurde er Leiter der Hauptredaktion Außenpolitik. Vom 1. Mai 2010 bis Juni 2014 übernahm Koll zusätzlich die Leitung der Hauptredaktion Innen-, Gesellschafts- und Bildungspolitik des ZDF und damit auch die Moderation des Politbarometer sowie der ZDF spezial-Sendungen.
Koll wechselte zum 1. Juli 2014 als ZDF-Studioleiter nach Paris. 2016 kandidierte Koll erfolglos gegen Patricia Schlesinger bei der Wahl um die Intendanz des rbb. Am 1. März 2019 übernahm er die Leitung des ZDF-Hauptstadtstudios in Berlin. Zum Jahresende 2023 trat Koll in den Ruhestand. Seit Januar 2024 ist er als Moderator im Moderationsteam des Gesprächsformats phoenix persönlich beim TV-Sender Phoenix tätig. Seit März 2024 ist er zudem als Politikexperte im ZDF-Morgenmagazin tätig.
Koll ist Mitglied im Vorstand der Schwarzkopf-Stiftung Junges Europa. 2009 hatte er einen Auftritt in dem Kinofilm Horst Schlämmer – Isch kandidiere!.
Am 1. Januar 2024 übernahm Koll den Vorsitz des Kuratoriums der Aktion Mensch.
Theo Koll ist mit Franziska Castell verheiratet. Zuvor hatte er eine Beziehung mit der CDU-Politikerin Monika Grütters.

## Auszeichnungen
- 2005: Bayerischer Fernsehpreis als Moderator und Ensemblemitglied von Frontal 21[13]
- 2006: Hanns-Joachim-Friedrichs-Preis als Moderator und Ensemblemitglied von Frontal 21[14]
- 2007: Goldener Prometheus als Fernsehjournalist des Jahres[15]
- 2007: Goldene Kamera in der Kategorie Bestes Polit-Magazin (Leserwahl) als Ensemblemitglied von Frontal 21[16]
- 2008: B.A.U.M.-Umweltpreis in der Kategorie Medienvertreter als Ensemblemitglied von Frontal 21[17]
- 2013: Deutscher Fernsehpreis in der Kategorie Beste Information als Ensemblemitglied von auslandsjournal XXL: Brasilien[18]
- 2017: Hildegard-von-Bingen-Preis für Publizistik